# Campionati del mondo di atletica leggera 1995
I Campionati del mondo di atletica leggera 1995 (in inglese 5th IAAF World Championships in Athletics) sono stati la 5ª edizione dei Campionati del mondo di atletica leggera. La competizione si è svolta dal 5 al 13 agosto presso lo stadio Ullevi di Göteborg, in Svezia.
In questa edizione si è corsa per la prima volta la gara dei 5 000 m femminili in sostituzione di quella dei 3 000 m, sempre presente nel programma delle precedenti edizioni.
Curiosamente, ad eccezione degli Stati Uniti, veri dominatori del tabellone con 19 medaglie conquistate di cui 12 d'oro, le altre medaglie sono state ripartite in modo quanto mai uniforme fra diverse nazioni partecipanti. Per effetto di questa distribuzione l'Italia, con 2 medaglie d'oro, 2 d'argento e 2 di bronzo, risulterà al terzo posto nella classifica per nazioni (a pari merito con la Germania).

## Medagliati

### Uomini
| Specialità | Oro                                                                                           | Prestazione | Argento                                                                               | Prestazione | Bronzo                                                               | Prestazione |
| Corse piane |                                                                                               |             |                                                                                       |             |                                                                      |             |
| 100 m (dettagli) | Donovan Bailey                                                                                | 9"97        | Bruny Surin                                                                           | 10"03       | Ato Boldon                                                           | 10"03       |
| 200 m (dettagli) | Michael Johnson                                                                               | 19"79       | Frank Fredericks                                                                      | 20"12       | Jeff Williams                                                        | 20"18       |
| 400 m (dettagli) | Michael Johnson                                                                               | 43"39       | Butch Reynolds                                                                        | 44"22       | Gregory Haughton                                                     | 44"56       |
| 800 m (dettagli) | Wilson Kipketer                                                                               | 1'45"08     | Arthémon Hatungimana                                                                  | 1'45"64     | Vebjørn Rodal                                                        | 1'45"68     |
| 1 500 m (dettagli) | Noureddine Morceli                                                                            | 3'33"73     | Hicham El Guerrouj                                                                    | 3'35"28     | Vénuste Niyongabo                                                    | 3'35"56     |
| 5 000 m (dettagli) | Ismael Kirui                                                                                  | 13'16"77    | Khalid Boulami                                                                        | 13'17"15    | Shem Kororia                                                         | 13'17"59    |
| 10 000 m (dettagli) | Haile Gebrselassie                                                                            | 27'12"95    | Khalid Skah                                                                           | 27'14"53    | Paul Tergat                                                          | 27'14"70    |
| Corse a ostacoli |                                                                                               |             |                                                                                       |             |                                                                      |             |
| 110 hs (dettagli) | Allen Johnson                                                                                 | 13"00       | Tony Jarrett                                                                          | 13"04       | Roger Kingdom                                                        | 13"19       |
| 400 hs (dettagli) | Derrick Adkins                                                                                | 47"98       | Samuel Matete                                                                         | 48"03       | Stéphane Diagana                                                     | 48"14       |
| 3 000 siepi (dettagli) | Moses Kiptanui                                                                                | 8'04"16     | Christopher Koskei                                                                    | 8'09"30     | Saad Shaddad Al-Asmari                                               | 8'12"95     |
| Prove su strada |                                                                                               |             |                                                                                       |             |                                                                      |             |
| Maratona (dettagli) | Martín Fiz                                                                                    | 2h11'41"    | Dionicio Cerón                                                                        | 2h12'13"    | Luíz Antônio dos Santos                                              | 2h12'49"    |
| Marcia 20 km (dettagli) | Michele Didoni                                                                                | 1h19'59"    | Valentí Massana                                                                       | 1h20'23"    | Yevgeniy Misyulya                                                    | 1h20'48"    |
| Marcia 50 km (dettagli) | Valentin Kononen                                                                              | 3h43'42"    | Giovanni Perricelli                                                                   | 3h45'11"    | Robert Korzeniowski                                                  | 3h45'57"    |
| Salti |                                                                                               |             |                                                                                       |             |                                                                      |             |
| Salto con l'asta (dettagli) | Serhij Bubka                                                                                  | 5,92 m      | Maksim Tarasov                                                                        | 5,86 m      | Jean Galfione                                                        | 5,86 m      |
| Salto in alto (dettagli) | Troy Kemp                                                                                     | 2,37 m      | Javier Sotomayor                                                                      | 2,37 m      | Artur Partyka                                                        | 2,35 m      |
| Salto in lungo (dettagli) | Iván Pedroso                                                                                  | 8,70 m      | James Beckford                                                                        | 8,30 m      | Mike Powell                                                          | 8,29 m      |
| Salto triplo (dettagli) | Jonathan Edwards                                                                              | 18,29 m     | Brian Wellman                                                                         | 17,62 m w   | Jérôme Romain                                                        | 17,59 m w   |
| Lanci |                                                                                               |             |                                                                                       |             |                                                                      |             |
| Getto del peso (dettagli) | John Godina                                                                                   | 21,47 m     | Mika Halvari                                                                          | 20,93 m     | Randy Barnes                                                         | 20,41 m     |
| Lancio del disco (dettagli) | Lars Riedel                                                                                   | 68,76 m     | Uladzimir Dubroŭščyk                                                                  | 65,98 m     | Vasil' Kapcjuch                                                      | 65,88 m     |
| Lancio del martello (dettagli) | Andrej Abduvaliev                                                                             | 81,56 m     | Ihar Astapkovič                                                                       | 81,10 m     | Tibor Gécsek                                                         | 80,98 m     |
| Lancio del giavellotto (dettagli) | Jan Železný                                                                                   | 89,58 m     | Steve Backley                                                                         | 86,30 m     | Boris Henry                                                          | 86,08 m     |
| Prove multiple |                                                                                               |             |                                                                                       |             |                                                                      |             |
| Decathlon (dettagli) | Dan O'Brien                                                                                   | 8 695 p.    | Eduard Hämäläinen                                                                     | 8 489 p.    | Mike Smith                                                           | 8 419 p.    |
| Staffette |                                                                                               |             |                                                                                       |             |                                                                      |             |
| Staffetta 4×100 m (dettagli) | Canada Robert Esmie Glenroy Gilbert Bruny Surin Donovan Bailey                                | 38"31       | Australia Paul Henderson Tim Jackson Steve Brimacombe Damien Marsh                    | 38"50       | Italia Giovanni Puggioni Ezio Madonia Angelo Cipolloni Sandro Floris | 39"07       |
| Staffetta 4×400 m (dettagli) | Stati Uniti Marlon Ramsey Derek Mills Butch Reynolds Michael Johnson Kevin Lyles Darnell Hall | 2'57"32     | Giamaica Michael McDonald Davian Clarke Danny McFarlane Gregory Haughton Dennis Blake | 2'59"88     | Nigeria Udeme Ekpeyong Kunle Adejuyigbe Jude Monye Sunday Bada       | 3'03"18     |
| record mondiale; record mondiale stagionale; record africano; record asiatico; record europeo; record nord-centroamericano e caraibico; record sudamericano; record oceaniano; record dei campionati; record nazionale; record personale; record personale stagionale. |                                                                                               |             |                                                                                       |             |                                                                      |             |

### Donne
| Specialità | Oro                                                                                              | Prestazione | Argento                                                                                          | Prestazione | Bronzo                                                                      | Prestazione |
| Corse piane |                                                                                                  |             |                                                                                                  |             |                                                                             |             |
| 100 m (dettagli) | Gwen Torrence                                                                                    | 10"85       | Merlene Ottey                                                                                    | 10"94       | Irina Privalova                                                             | 10"96       |
| 200 m (dettagli) | Merlene Ottey                                                                                    | 22"12       | Irina Privalova                                                                                  | 22"12       | Galina Mal'čugina                                                           | 22"37       |
| 400 m (dettagli) | Marie-José Pérec                                                                                 | 49"28       | Pauline Davis-Thompson                                                                           | 49"96       | Jearl Miles-Clark                                                           | 50"00       |
| 800 m (dettagli) | Ana Fidelia Quirot                                                                               | 1'56"11     | Letitia Vriesde                                                                                  | 1'56"68     | Kelly Holmes                                                                | 1'56"95     |
| 1 500 m (dettagli) | Hassiba Boulmerka                                                                                | 4'02"42     | Kelly Holmes                                                                                     | 4'03"04     | Carla Sacramento                                                            | 4'03"79     |
| 5 000 m (dettagli) | Sonia O'Sullivan                                                                                 | 14'46"47    | Fernanda Ribeiro                                                                                 | 14'48"54    | Zahra Ouaziz                                                                | 14'53"77    |
| 10 000 m (dettagli) | Fernanda Ribeiro                                                                                 | 31'04"99    | Derartu Tulu                                                                                     | 31'08"10    | Tegla Loroupe                                                               | 31'17"66    |
| Corse a ostacoli |                                                                                                  |             |                                                                                                  |             |                                                                             |             |
| 100 hs (dettagli) | Gail Devers                                                                                      | 12"68       | Ol'ga Şişigina                                                                                   | 12"80       | Yuliya Graudyn                                                              | 12"85       |
| 400 hs (dettagli) | Kim Batten                                                                                       | 52"61       | Tonja Buford-Bailey                                                                              | 52"62       | Deon Hemmings                                                               | 53"48       |
| Prove su strada |                                                                                                  |             |                                                                                                  |             |                                                                             |             |
| Maratona (dettagli) | Manuela Machado                                                                                  | 2h25'39"    | Anuţa Cătună                                                                                     | 2h26'25"    | Ornella Ferrara                                                             | 2h30'11"    |
| Marcia 10 km (dettagli) | Irina Stankina                                                                                   | 42'13"      | Elisabetta Perrone                                                                               | 42'16"      | Elena Nikolaeva                                                             | 42'20"      |
| Salti |                                                                                                  |             |                                                                                                  |             |                                                                             |             |
| Salto in alto (dettagli) | Stefka Kostadinova                                                                               | 2,01 m      | Alina Astafei                                                                                    | 1,99 m      | Inha Babakova                                                               | 1,99 m      |
| Salto in lungo (dettagli) | Fiona May                                                                                        | 6,98 m w    | Niurka Montalvo                                                                                  | 6,86 m      | Irina Mushailova                                                            | 6,83 m w    |
| Salto triplo (dettagli) | Inesa Kravec'                                                                                    | 15,50 m     | Iva Prandzheva                                                                                   | 15,18 m     | Anna Birjukova                                                              | 15,08 m     |
| Lanci |                                                                                                  |             |                                                                                                  |             |                                                                             |             |
| Getto del peso (dettagli) | Astrid Kumbernuss                                                                                | 21,22 m     | Huang Zhihong                                                                                    | 20,04 m     | Svetla Mitkova                                                              | 19,56 m     |
| Lancio del disco (dettagli) | Ėlina Z'verava                                                                                   | 68,64 m     | Ilke Wyludda                                                                                     | 67,20 m     | Ol'ga Burova-Černjavskaja                                                   | 66,86 m     |
| Lancio del giavellotto (dettagli) | Natal'ja Šikolenko                                                                               | 67,56 m     | Felicia Ţilea                                                                                    | 65,22 m     | Mikaela Ingberg                                                             | 65,16 m     |
| Prove multiple |                                                                                                  |             |                                                                                                  |             |                                                                             |             |
| Eptathlon (dettagli) | Ghada Shouaa                                                                                     | 6 651 p.    | Svetlana Moskalets                                                                               | 6 575 p.    | Rita Ináncsi                                                                | 6 522 p.    |
| Staffette |                                                                                                  |             |                                                                                                  |             |                                                                             |             |
| Staffetta 4×100 m (dettagli) | Stati Uniti Celena Mondie-Milner Carlette Guidry-White Chryste Gaines Gwen Torrence D'Andre Hill | 42"12       | Giamaica Dahlia Duhaney Juliet Cuthbert Beverly McDonald Merlene Ottey Michelle Freeman          | 42"25       | Germania Melanie Paschke Silke Lichtenhagen Silke Knoll Gabriele Becker     | 43"01       |
| Staffetta 4×400 m (dettagli) | Stati Uniti Kim Graham Rochelle Stevens Camara Jones Jearl Miles-Clark Nicole Green              | 3'22"39     | Russia Tat'jana Čebykina Svetlana Gončarenko Yuliya Sotnikova Yelena Andreyeva Tatyana Zakharova | 3'23"98     | Australia Lee Naylor Renée Poetschka Melinda Gainsford-Taylor Cathy Freeman | 3'25"88     |
| record mondiale; record mondiale stagionale; record africano; record asiatico; record europeo; record nord-centroamericano e caraibico; record sudamericano; record oceaniano; record dei campionati; record nazionale; record personale; record personale stagionale. |                                                                                                  |             |                                                                                                  |             |                                                                             |             |

## Medagliere
| Posizione | Paese                               | Oro | Argento | Bronzo | Totale |
| --------- | ----------------------------------- | --- | ------- | ------ | ------ |
| 1         | Stati Uniti                         | 12  | 2       | 5      | 19     |
| 2         | Bielorussia                         | 2   | 3       | 2      | 7      |
| 3         | Germania                            | 2   | 2       | 2      | 6      |
| 3         | Italia                              | 2   | 2       | 2      | 6      |
| 5         | Cuba                                | 2   | 2       | 0      | 4      |
| 6         | Kenya                               | 2   | 1       | 3      | 6      |
| 7         | Canada                              | 2   | 1       | 1      | 4      |
| 7         | Portogallo                          | 2   | 1       | 1      | 4      |
| 9         | Ucraina                             | 2   | 0       | 1      | 3      |
| 10        | Algeria                             | 2   | 0       | 0      | 2      |
| 11        | Russia                              | 1   | 4       | 7      | 12     |
| 12        | Giamaica                            | 1   | 4       | 2      | 7      |
| 13        | Regno Unito                         | 1   | 3       | 1      | 5      |
| 14        | Bulgaria                            | 1   | 1       | 1      | 3      |
| 14        | Finlandia                           | 1   | 1       | 1      | 3      |
| 16        | Bahamas                             | 1   | 1       | 0      | 2      |
| 16        | Governo di transizione dell'Etiopia | 1   | 1       | 0      | 2      |
| 16        | Spagna                              | 1   | 1       | 0      | 2      |
| 19        | Francia                             | 1   | 0       | 2      | 3      |
| 20        | Danimarca                           | 1   | 0       | 0      | 1      |
| 20        | Irlanda                             | 1   | 0       | 0      | 1      |
| 20        | Rep. Ceca                           | 1   | 0       | 0      | 1      |
| 20        | Siria                               | 1   | 0       | 0      | 1      |
| 20        | Tagikistan                          | 1   | 0       | 0      | 1      |
| 25        | Marocco                             | 0   | 3       | 1      | 4      |
| 26        | Romania                             | 0   | 2       | 0      | 2      |
| 27        | Australia                           | 0   | 1       | 1      | 2      |
| 27        | Burundi                             | 0   | 1       | 1      | 2      |
| 29        | Bermuda                             | 0   | 1       | 0      | 1      |
| 29        | Cina                                | 0   | 1       | 0      | 1      |
| 29        | Kazakistan                          | 0   | 1       | 0      | 1      |
| 29        | Messico                             | 0   | 1       | 0      | 1      |
| 29        | Namibia                             | 0   | 1       | 0      | 1      |
| 29        | Suriname                            | 0   | 1       | 0      | 1      |
| 29        | Zambia                              | 0   | 1       | 0      | 1      |
| 36        | Polonia                             | 0   | 0       | 2      | 2      |
| 36        | Ungheria                            | 0   | 0       | 2      | 2      |
| 38        | Arabia Saudita                      | 0   | 0       | 1      | 1      |
| 38        | Brasile                             | 0   | 0       | 1      | 1      |
| 38        | Dominica                            | 0   | 0       | 1      | 1      |
| 38        | Nigeria                             | 0   | 0       | 1      | 1      |
| 38        | Norvegia                            | 0   | 0       | 1      | 1      |
| 38        | Trinidad e Tobago                   | 0   | 0       | 1      | 1      |
| Totale    | Totale                              | 44  | 44      | 44     | 132    |